# الحي الجديد (تالسينت)
الحي الجديد هي إحدى مشيخات المملكة المغربية، تتبع جغرافيا لإقليم فكيك وإداريًا لتالسينت. يقدر عدد سكانها بـ 315 نسمة حسب الإحصاء الرسمي للسكان والسكنى لسنة 2004.